# Paul-Thérèse-David d'Astros
Pour les articles homonymes, voir D'Astros.
David d'Astros (Paul Thérèse David d'Astros), né le 15 octobre 1772 à Tourves et mort le 29 septembre 1851 à Toulouse, est un homme d'Église français, évêque, puis archevêque et cardinal.
Prêtre réfractaire, il est à partir d'octobre 1801 à la tête du cabinet de son oncle Jean Portalis, conseiller d'État chargé des cultes, où il participe à la mise en œuvre du concordat de 1801. Il est l'un des rédacteurs principaux du Catéchisme impérial instauré en 1806.
Vicaire général de Paris, il s'oppose à la nomination par Napoléon, sans l'accord du Pape, du cardinal Maury à Paris, ce qui lui vaut trois ans d'emprisonnement au secret de 1811 à 1814. Il est le premier supérieur des Bénédictines de la rue Monsieur.
Évêque de Bayonne, puis archevêque de Toulouse, il s'oppose au mennaissisme, crée des communautés du Sacré-Coeur et des séminaires, défend la liberté d'enseignement. Il est enfin créé cardinal en 1850. C'est un Gallican modéré dans la ligne de Bossuet, surnommé le "saint de Toulouse" à la fin de sa vie.

## Biographie

### Origine
Paul Thérèse David est le fils de Jean François Louis d'Astros (décédé en 1789), reçu avocat au Parlement de Paris, et notaire royal à Tourves, et de Marie Madeleine Angélique Portalis (décédée en août 1792).
Il est le sixième d'une fratrie de neuf enfants, dont :
- Marie Françoise d'Astros (1775-1838), dont l'archevêque Dominique Castellan est l'arrière petit-fils ;
- le médecin et écrivain provençal Léon d'Astros, dont il joua le rôle de père de substitution après le décès de leur père.

Il est le neveu par sa mère du juriste, parlementaire et homme d’État provençal Jean Portalis qui fut un des rédacteurs principaux du Code civil.

### Formation
À l'âge de trois ans (c'est l'usage à l'époque), il est confirmé par Jean-Baptiste de Belloy, alors archevêque de Marseille, dont il sera plus tard le vicaire général à Paris.
À l'âge de huit ans, il reçoit la tonsure cléricale des mains de Jean de Dieu-Raymond de Boisgelin de Cucé, archevêque d'Aix. Il étudie dès 12 ans au collège du Bon-Pasteur de Marseille tout en se destinant au sacerdoce et y commençant ses cours de théologie.
Il retourne ensuite à Tourves dans la maison familiale (du fait du désordre semé par la constituante ou bien du décès de son père), poursuit ses études ecclésiastiques, et devient le père de substitution de ses deux jeunes sœurs et de son petit frère Léon. C'est à Tourves qu'il apprend le vote de la Constitution civile du clergé. Il refuse de prêter serment, ce qui oblige sa mère à se retirer à Marseille puis Aix avec toute sa famille (son père étant décédé depuis deux ans) où elle décède en août 1792. Revenu à Tourves, il est ensuite réquisitionné pour le siège de Toulon. Il s'y rend mais, sa santé se dégradant, il ne voit pas d'autre option que de déserter au bout de quelque temps.
En 1794, il est arrêté, soupçonné de simple vagabondage, et s'évade la nuit même pour échapper au risque d'un interrogatoire à l'issue incertaine le lendemain.
En 1795, il reçoit à Paris, des mains de Jean-Baptiste-Marie de Maillé de La Tour-Landry, dernier évêque de Saint-Papoul, le sous-diaconat le 25 mai, et le diaconat le 30 du même mois.

### Prêtre
Après accord de son évêque, Jean de Dieu-Raymond de Boisgelin de Cucé, archevêque d'Aix, il est ordonné prêtre le 23 septembre 1797 (une vingtaine de jours après le coup d'État du 18 fructidor an V) à Marseille, dans une chambre particulière de la rue Bernard-du-Bois, des mains du dernier évêque de Grasse, François d'Estienne de Saint-Jean de Prunières. Il commence l'exercice de son ministère presbytéral en tant que confesseur dans les diocèses de Marseille, Toulon et Fréjus.
Neveu de Jean Portalis qui le considérait comme un fils et appréciait ses qualités (science et éloquence, droiture et fermeté) ainsi que son tempérament agréable, il participe à 29 ans à l'application du concordat de 1801 auprès de son oncle qui lui confie la direction de son cabinet dès sa nomination du 8 octobre 1801, après l’avoir eu comme secrétaire particulier (poste auquel Joseph Jauffret le remplacera). D’Astros entre rapidement en relation avec plusieurs membres du clergé parisien et l’élite ecclésiastique souvent sulpicienne se rend a son cabinet (dont les abbés Duval, Frayssinous, Boyer, de Coussergues, et Emery) où il recueille ainsi les aspirations de l’Église gallicane. L’abbé d’Astros est notamment chargé par Portalis de la sélection de l'ensemble des évêques. Selon son biographe Caussette, il aurait plutôt penché du côté du Pape. Malgré son grand succès dans les missions qui lui avaient été confiées, il ne demande rien pour lui et se voit continuer son ministère presbytéral auprès du prédicateur René-Michel Legris-Duval.
Il est nommé le 12 avril 1802, chanoine à Notre-Dame de Paris. Le 5 septembre suivant, il reçoit des lettres de grand-vicaire d'honneur écrites de la propre main de Étienne-Alexandre Bernier, évêque d'Orléans, dont il avait été le collaborateur à l'administration des cultes. Il ne néglige pourtant pas l'apostolat et ses efforts convertissent la femme de son cousin germain Joseph-Marie Portalis, initialement luthérienne.
Il est nommé ensuite à la tête de la commission chargée de rédiger le catéchisme de l’Empire en 1803. Le 4 avril 1806, un décret impérial ordonne l'usage d'un unique Catéchisme impérial, qui aurait été presque intégralement rédigé par l'abbé d'Astros, à l'exception de la leçon sur les devoirs dus envers Napoléon et le gouvernement qui a été rédigée par l’évêque Bernier, Portalis et le cardinal Caprara malgré l’avis défavorable d’Astros et de sa commission,.
Début 1805, à 33 ans, il est nommé grand-vicaire (en remplacement d'Étienne Parfait Martin Maurel de Mons nommé évêque de Mende) par le cardinal Belloy, archevêque de Paris, alors âgé de 95 ans. À la mort du cardinal, en 1808, il est nommé à l’unanimité des suffrages vicaire capitulaire (puis premier vicaire capitulaire en janvier 1811 en remplacement de François Antoine Lejéas nommé évêque de Liège) et administre le diocèse jusqu'à la nomination du nouvel archevêque.
À la fin de 1808, lors du Te Deum demandé par Napoléon à la suite de ses victoires en Espagne, il se fait négativement remarquer de l'Empereur en appelant de ses vœux la paix dans son mandement.

### L'Affaire d'Astros
Après avoir pensé installer son oncle le cardinal Fesch, primat des Gaules, à la tête de l'archevêché de Paris, Napoléon désigne le 14 octobre 1810 le cardinal Maury à ce siège sans en avoir reçu, au préalable, la permission du pape Pie VII ni du nonce apostolique.
Le chanoine d'Astros reçut la copie (par l'intermédiaire du cardinal di Pietro) du bref apostolique daté du 5 novembre 1810, du pape Pie VII déporté alors à Savone, adressé au cardinal Maury, confirmant la censure qui frappe et lui enjoignant de renoncer à l'administration de l'archidiocèse de Paris. Le jeune chanoine prend conseil auprès son cousin germain Jean-Étienne-Marie Portalis (fils de son oncle Jean-Étienne-Marie Portalis), qui prévient le préfet de police Pasquier, mais la rumeur de ce bref courait déjà auprès du clergé de Paris.

Un second bref apostolique de Pie VII censurant le cardinal Maury, datant du 18 décembre 1810 et adressé directement au chanoine d'Astros, parvient à la connaissance de l'Empereur. Napoléon, parfaitement informé par Gaspard de Chabrol des échanges entre le Pape et le chanoine d'Astros, assène au jeune chanoine lors de la réception du 1er janvier 1811 aux Tuileries : 

« Je sais, monsieur, que vous êtes en opposition avec les mesures que ma politique prescrit. Vous êtes l’homme de mon empire qui m’est le plus suspect. Du reste (mettant la main sur la garde de son épée, ce qui était un geste assez familier à Napoléon, mais passablement déplacé en cette circonstance), j’ai le glaive à mes côtés, et prenez garde à vous !  »

— Napoléon Ier, s'adressant au chanoine d'Astros le 1er janvier 1811 au palais des Tuileries
Au sortir des Tuileries, le cardinal Maury emmène le chanoine d'Astros à l'hôtel du duc de Rovigo où il est interrogé sur ses correspondances avec le Pape. Refusant de démissionner, le chanoine est emprisonné au donjon de Vincennes : Napoléon veut le faire fusiller mais, sur les conseils de son ministre Michel Regnaud de Saint-Jean d'Angély, se ravise et ordonne qu'il soit emprisonné à vie.
En prison, il est soumis pendant dix mois au secret le plus absolu, privé de papier et de livres. Il ne sort de prison qu'à la chute du Premier Empire, en mars 1814 après avoir été transféré de Vincennes au château d'Angers en février 1814 à cause de l'avancées des troupes ennemies.
Après quelque temps de repos, il redevient vicaire capitulaire de Paris et prend part à la commission nationale instituée par Louis XVIII pour traiter des affaires religieuses.
Durant les Cent-Jours, il émigre en Angleterre à Little Chelsea (en) auprès de la famille d'Orléans. Bonaparte, qui, revenu à Paris, s'informe de la situation du chanoine d'Astros, est informé que ce dernier a pris un passeport pour Londres sous le nom de David. C'est à la suite de ses relations, notamment en Angleterre, avec la princesse Louise-Adélaïde de Bourbon-Condé (qu’il avait auparavant rencontrée), qu'il accepte la fonction de supérieur des bénédictines de la rue Monsieur jusqu'à ce qu'il doive quitter Paris pour rejoindre son évêché. Il désigne l'abbé Denis Frayssinous pour le remplacer dans ses fonctions auprès des bénédictines.
La crise du sacerdoce et de l'Empire a des conséquences durables sur l'abbé d'Astros : initialement très conciliant vis-à-vis du nouvel ordre issu de la Révolution française, il s'affirme après 1814 comme l'une des grandes figures du clergé intransigeant.

### Évêque
À la suite de la restauration des Bourbons, il est nommé évêque d'Orange par le Pape le 1er octobre 1817. Le diocèse n'ayant pas été rétabli, du fait de la non validation du concordat du 11 juin 1817, il est nommé évêque de Saint-Flour et du Puy le 21 février 1820. Cependant, l'évêché de Bayonne lui est proposé du fait de son climat plus tempéré qui serait plus favorable à sa santé dégradée par la prison, et son transfert est acté le 29 mai 1820. Il est sacré évêque à Notre-Dame de Paris le 9 juillet 1820.
Son installation en tant qu'évêque a lieu le 13 août 1820. Bon canoniste et administrateur talentueux, il se montre un évêque zélé et effectue scrupuleusement la visite pastorale de son diocèse. Il réorganise dès son arrivée dans son diocèse le petit séminaire de Larressore, puis crée en 1822 celui de Saint-Pé-de-Bigorre et en 1823 celui d'Oloron et bâtit un nouveau grand séminaire. En 1821, il rétablit les retraites ecclésiastiques (dont la dernière remontait à avant la Révolution), et fonde la même année les Missionnaires d'Hasparren (1826-1975, Prêtres adorateurs du Sacré-Cœur de Jésus) congrégation diocésaine sous le patronage du Sacré-Cœur. En 1825, il appelle dans son diocèse les Filles de la Croix, et fonde pour elles un noviciat à Igon et un à Ustaritz. En 1827, il fait adopter par son diocèse la liturgie d'Auch.
Son secrétaire particulier à Bayonne est Charles-Thomas Thibault, par la suite nommé évêque de Montpellier. Ce secrétaire se fait souvent la voix de son évêque, déclamant les textes écrits par ce dernier qui prêche avec difficultés.
En 1820 ou 1821, après l'avoir vu à l'œuvre, les habitants d'Orthez lui donnent la crosse de saint François de Sales qui fait partie du trésor de l'église d'Arudy.
Le 3 mars 1828, Denis Frayssinous, en démissionnant de sa charge de ministre des Cultes, propose d'Astros pour lui succéder alors que ce dernier songe également à démissionner de sa charge d'évêque pour raisons de santé. Charles X choisit finalement François-Jean-Hyacinthe Feutrier à ce poste pour ne pas avoir à combattre l'intransigeance d'Astros. En 1828, Paul-Thérèse-David d'Astros refuse l'archevêché de Besançon pour se consacrer à son diocèse de Bayonne,.

### Archevêque de Toulouse
L'abbé Berger, vicaire général de Toulouse, cherche à ce que le meilleur évêque possible soit nommé dans le diocèse dont il est vicaire général au décès du cardinal de Clermont-Tonnerre, et son dévolu s'est porté depuis longtemps sur d'Astros. L'abbé Berger finit d'obtenir de Frayssinous la nomination d'Astros. Ce dernier refuse d'abord la promotion mais cède à l'insistance de Frayssinous et accepte en mars 1830 le siège de Toulouse.
Il n'en prend possession que le 16 décembre à cause de la révolution de Juillet, à la suite de laquelle il s'efforce de faire observer par son clergé, de tendance nettement légitimiste, une attitude d'abstention à l'égard de la politique. Peu favorable au régime de Juillet et hostile au libéralisme, le prélat cherche en effet à obtenir la protection des autorités politiques dans l'intérêt du clergé et de la religion.
Pendant son épiscopat toulousain, David d'Astros s'attache à pourvoir en prêtres toutes les paroisses de son diocèse. Fidèle au gallicanisme modéré de Bossuet, le prélat se distingue cependant par une vive dévotion au Pape et promeut les dévotions à l'Immaculée Conception et au Sacré-Cœur. Soucieux de la formation de son clergé, il fait venir à Toulouse des professeurs sulpiciens et rétablit en 1834 les conférences ecclésiastiques. Il fonde également à Toulouse une société de prêtres missionnaires : les Prêtres adorateurs et contemplateurs du très saint Cœur de Jésus, aussi appelés prêtres du Sacré-Cœur de Toulouse, dont les statuts sont approuvés par Grégoire XVI, et dont est issu le cardinal Sourrieu.
Il installe à Toulouse les Bénédictines de la rue Monsieur, dont il a été le supérieur à Paris, pour redresser la fondation des bénédictines de l'Adoration perpétuelle du Très-Saint-Sacrement dans l'hôtel Dubarry. Il modifie les constitutions des religieuses du Saint-Nom-de-Jésus, et y rétablit une observance plus étroite.
En 1833, il crée la bibliothèque de l'Oeuvre des bons livres, une des premières bibliothèques publiques. La même année, il est nommé mainteneur au Fauteuil 16 de l'Académie des Jeux floraux de Toulouse.
Le 29 novembre 1840, Grégoire XVI le nomme prélat assistant au trône pontifical, et comte romain. En 1839, Louis-Philippe aurait rayé avec colère le nom d’Astros des demandes de chapeau cardinalice, en réaction à une invitation à se convertir au catholicisme du prélat à la duchesse de Chartres (Hélène de Mecklembourg-Schwerin, épouse du fils ainé de Louis-Philippe),.
En 1844, il forme une commission consultative pour l'extinction de la mendicité, et institue une commission chargée de récolter des dons pour les nécessiteux de son diocèse. Il combat également pour la liberté de l'enseignement, et s'engage pour faire avancer le procès en béatification de Germaine Cousin, la bergère de Pibrac. En 1846, il consacre son archidiocèse au Sacré-Cœur. En 1847, le pape Pie IX, reconnaissant, lui fait remettre une médaille à son effigie et une lettre écrite de sa main.
Il est usuellement surnommé le "saint de Toulouse" à la fin de sa vie par l’archevêque de Paris Hyacinthe-Louis de Quélen,. Sentant ses forces faiblir, il se fait affecter en 1849 Jean-Marie Mioland, alors évêque d'Amiens, comme coadjuteur. Ce dernier, bien qu’il ait refusé quatre sièges métropolitains auparavant, accepte pour « profiter des leçons d’un confesseur de la foi, d’un évêque aussi distingué que Mgr d’Astros ».

### Cardinalat, décès et hommages
En 1850, au titre de sa constante fidélité au Saint-Siège et de sa résistance passive sous le régime napoléonien, il est créé cardinal-prêtre par Pie IX. Le chapeau cardinalice lui était destiné par Rome depuis les années 1830 mais la Monarchie de Juillet ne le permettait pas. Ne pouvant pas se rendre à Paris pour recevoir sa barrette, il la reçoit dans sa chapelle privée des mains du cardinal Ferdinand-François-Auguste Donnet, archevêque de Bordeaux.
Il décède en odeur de sainteté le 29 septembre 1851 dans la maison des missionnaires diocésains de Toulouse,,,,,,. Son oraison funèbre est prononcée par l'abbé Jean-Baptiste Caussette, qui écrit par la suite sa biographie parue en 1853 et rééditée en 2010.
Son cœur a été extrait pour reposer dans l'église de l'ordre des missionnaires diocésains de Toulouse qu'il avait fondé : l'église du Calvaire de Toulouse (aujourd'hui appelée église Sainte-Marie-des-Anges, ou des Récollets). Son corps repose dans le chœur de la cathédrale Saint-Étienne de Toulouse (caveau nord) .
Le 21 décembre 1906, lorsque son successeur à Toulouse Jean-Augustin Germain doit quitter son archevêché du fait de la séparation de l’Eglise et de l’Etat, il le fait en portant l’anneau et la croix pectorale du cardinal d’Astros qui avait en son temps résisté à Napoléon.

### Vie privée
Il se lève à 5 h du matin, commence sa journée par une heure d'oraison. Il dit tous les jours sa messe avec un grand recueillement, et pendant le carême la dit à la cathédrale. Chaque tâche de la journée a sa plage horaire dédiée.
Son palais épiscopal ne sent pas le luxe et le faste mondain. Il tient son conseil tous les mardis et vendredis, et y porte toutes les lettres reçues et les réponses faites.
A 2 h de l'après-midi, il se rend à la cathédrale avec son secrétaire pour l'adoration du Saint-Sacrement. Suit l'office des Vêpres, la finalisation de sa correspondance et la lecture de la théologie (notamment la théologie de Poitiers qu'il lit de préférence). Après son diner il reçoit les ecclésiastiques de la ville.
Il consacre tous les revenus du secrétariat au grand séminaire, et déduit de son traitement une partie pour les nécessiteux.

### Opposition au mennaissisme
Dès 1820, il se montre résolument hostile aux idées de Félicité de La Mennais. Dans son mandement de Carême de 1832, l'archevêque de Toulouse dénonce les « doctrines corrompues » du mennaisisme. Il entreprend alors de faire dénoncer collectivement à Rome par l'épiscopat français les erreurs mennaisiennes : le 15 juillet 1832, il fait adresser à Rome, sous la signature de treize évêques du Midi, une liste de cinquante-six propositions mennaisiennes censurées (appelée Censure de Toulouse). C'est à d'Astros que le pape Grégoire XVI adresse le 8 mai 1833 un bref félicitant l'épiscopat français pour sa lutte contre les idées nouvelles ; l'archevêque fait publier le bref dans la presse en juillet, ce qui aurait précipité l'évolution de Lamennais vers une rupture avec l'Église (encyclique Singulari Nos).
C'est également l'opposition au mennaisisme qui détermine David d'Astros à publier en 1843 contre Dom Guéranger la brochure L'Église de France injustement flétrie, dans laquelle il prend la défense du missel et du bréviaire parisiens contre les attaques des partisans du rite romain. Cinquante-deux évêques adhèrent à la critique de d’Astros. Dom Guéranger réplique à ces attaques en publiant en 1844 une Défense des Institutions liturgiques (formant la première partie de son quatrième tome des Institutions liturgiques paru en 1885). David d'Astros persiste en 1846 dans son Examen de la "Défense" de Dom Guéranger en défendant l'Eglise de France (et le rite parisien) contre l'accusation d'"hérésie anti-liturgique" . Selon le journaliste Mechior du Lac (1806-1872), c'est l'opposition d'Astros qui a véritablement lancé la polémique ayant permis aux Institutions liturgiques de Dom Guéranger d'avoir le grand retentissement qu'elles ont eu. Par ailleurs, la position liturgique de David d'Astros est l'unité au sein de la province ecclésiastique (autour du rite parisien pour sa province), position qu'il est a priori le seul à défendre au sein des autres défenseurs des liturgies françaises (unité paroissiale, unité diocésaine, ou unité nationale) et face aux partisans du rite romain.

## Succession apostolique
Paul-Thérèse-David d'Astros a ordonné les évêques suivants :
- Gervais-Marie-Joseph Ortric (1835), évêque de Pamiers
- François-Adélaïde-Adolphe Lannéluc (1839), coadjuteur puis évêque d'Aire
- Jean-Jacques-David Bardou (1842), évêque de Cahors
- Bernard Buissas (1844), évêque de Limoges

## Armoiries

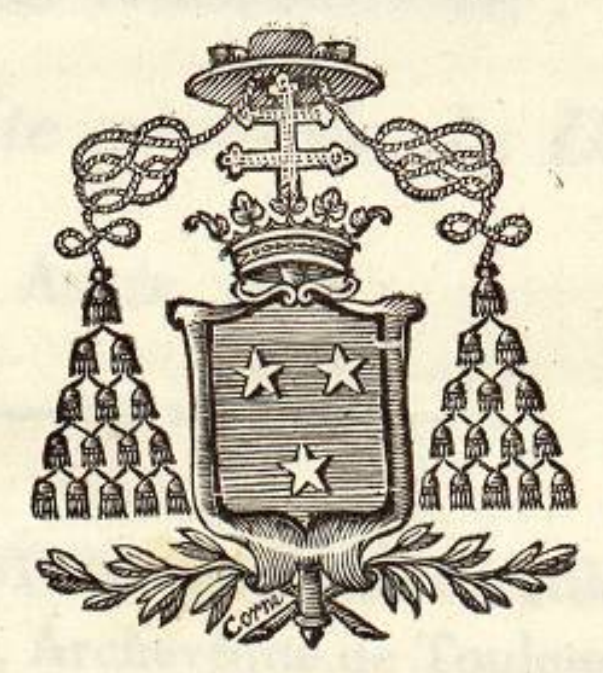
Armoiries d'Astros en 1831, en tant qu'archevêque de Toulouse et de Narbonne (où l'on voit distinctement trois étoiles d'argent).

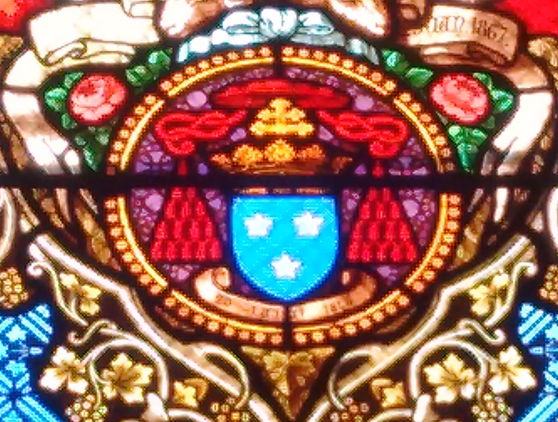
Blason du cardinal d'Astros, sur un vitrail de Louis-Victor Gesta de 1874 dans l'église des Minimes de Toulouse, où les étoiles sont d'argent.

Paul-Thérèse-David d'Astros porte à Toulouse : d'azur, à trois étoiles d'or posées deux en chef et une en pointe selon les héraldistes, et selon 3 de ses ex-libris toulousains,, mais un de ses sceaux à impression donne les étoiles d'argent et plusieurs autres représentations toulousaines de ses armoiries sont avec des étoiles d'argent.
Les armes d'Astros, en tant qu'archevêque de Toulouse et de Narbonne en 1831, sont surmontées, dans l'ordre, des éléments suivants :
- la couronne ducale, élément adopté par les archevêques de Narbonne[43] ;
- la croix de procession à double traverse (posée en pal derrière l'écu), insigne des archevêques ;
- le chapeau ecclésiastique à 5 rangées de glands, en référence au titre honorifique de primat associé à l'archevêque de Narbonne.

Son successeur à Toulouse Jean-Marie Mioland ajoutera ses trois étoiles d'argent en chef de ses armoiries,. En hommage au cardinal d'Astros, les trois étoiles d'or sur fond azur sont également reprises en chef des armoiries de son arrière-petit-neveu Dominique Castellan lors de son accession à l'épiscopat.

## Représentations
Il est représenté sur les oeuvres suivantes :
- Dessin de E. de Bataille, gravé par T. O. Regnault[39] ;
- Lithographie, collection de la Tribune sacrée[39] ;
- Lithographie, Belliard del., Bry ed., Paris[39] ;
- Lithographie, Perrin del., Reynaud ed., Toulouse[39] ;
- Lithographie, Gerlier del., Guillet ed.[39] ;
- Lithographie, Tailland del., Appert ed., Paris[39] ;
- Portraits à l'huile à la maison diocésaine de Bayonne (anciennement au grand séminaire de Bayonne,  Classé MH (1994))[46], aux petits séminaires de Laressore et d'Oloron, au grand séminaire et à l'archevêché de Toulouse[39];
- Vitrail de la chapelle Sainte-Germaine de l'église Saint-Aubin de Toulouse, par Paul Chalons, 1860[47];
- Estampe, bibliothèque Pireneas de Pau[48];
- Gravure, 1850[49].

## Publications

### Publications principales
- Discours sur le rétablissement de la religion en France, prononcé dans la basilique de Notre-Dame, le 15 août 1807, par M. Dastros, Paris, chez A. le Clerc, 1807, 26 p. (Notice sur data.bnf.fr).
- De l'abus de cette maxime que l'Usage abroge la loi : du pouvoir des évêques nommés, des administrations capitulaires des évêques nommés, de la révocabilité des vicaires capitulaires, Paris, A. Leclere, 1814, 121 p. (SUDOC 067567193, lire en ligne)
- Catéchisme ou Abrégé de la foi : pour être seul enseigne dans son Diocèse, Bayonne, Lasserre, 132 p. (OCLC 1383717977)
- Lettre aux habitans de la ville d'Orthez qui professent la religion protestante, datée du 15 octobre 1825, Paris, Impr. de Vignancour (Notice sur data.bnf.fr).
- Seconde lettre aux habitans de la ville d'Orthez qui professent la religion protestante, où l'on montre que la première lettre qui leur a été adressée est restée intacte dans toutes ses parties, malgré la réponse, datée du 17 décembre 1825, Bayonne, Impr. de Duhart-Fauvet (Notice sur data.bnf.fr).
- (la) Breviarium Baionense, Pars autumnalis, 1826 (OCLC 492925280) et (la) Breviarium Baionense, Pars aestiva, 1826 (OCLC 492402636)
- Statuts synodaux du diocèse de Bayonne, Bayonne, Duhart-Fauvet, 1830, 362 p. (OCLC 48013672)
- Instructions sur la prière, Toulouse, Impr. A. Manavit, 1831, 33 p. (OCLC 864552684) [lire en ligne]
- Missale Tolosanum, Toulouse, J.-M. Douladoure, 1832 (Notice sur data.bnf.fr).
- La vérité catholique démontrée, ou Lettres de Mgr l'évêque de Bayonne, actuellement archevêque de Toulouse, aux protestans d'Orthez, Toulouse, Impr. de J.-M. Douladoure, 1833 (Notice sur data.bnf.fr, Lire en ligne).
- Catéchisme à l'usage du diocèse de Toulouse, Toulouse, A. Manavit, 1835, 155 p. (SUDOC 174230346)
- Censure de cinquante-six propositions extraites de divers écrits de M. de La Mennais et de ses disciples, par plusieurs Evêques de France, Toulouse, Jean-Matthieu Douladoure, 1835, 215 p. (OCLC 496268727, SUDOC 008151385, lire en ligne)
- Statuts Synodaux du Diocèse de Toulouse, Toulouse, Impr. de J.-M. Douladoure, 1837, 344 p. (Lire en ligne).
- Catéchisme des sourds-muets qui ne savent pas lire, Paris chez Jeanthon, Toulouse chez Jean-Matthieu Douladoure, 1838, XXXI - 115 p. 35 pl.
- Du Pouvoir prétendu des sujets nommés aux évêchés dans l'administration des diocèses, Toulouse, J.-M. Douladoure, 1839, 157 p. (OCLC 491793887, BNF 30033781)
- Les Saints Anges, Toulouse, Delsol, Pradel et comp., 1841, 2e éd., 329 p. (OCLC 865470582)
- Mémoire au roi en son Conseil et aux Chambres, en faveur de la liberté d'enseignement, Toulouse, Impr. de A. Manavit, 1843, 40 p. (Notice sur data.bnf.fr).
- L'Église de France injustement flétrie dans un ouvrage ayant pour titre : Institutions liturgiques, par le R. P. Dom Gueranger, abbé de Solesmes, Toulouse, Dalsol et Cie, 1843, 167 p. (Notice sur data.bnf.fr).
- Exemple mémorable des aberrations de notre siècle en matière de religion, Toulouse : impr. de A. Manavit, 1845 (Notice sur data.bnf.fr).
- Examen de la "Défense" de Dom Guéranger, et courte réfutation de sa lettre à Mgr l'archevêque de Reims, Toulouse, J.-M. Douladoure, 1846 (Notice sur data.bnf.fr, Lire en ligne).
- La Bible mutilée par les protestants, ou Démonstration de la divinité des Écritures rejetées par la Réforme, Toulouse, Impr. de J.-M. Douladoure, 1847 (Notice sur data.bnf.fr).
- Mémoire aux Chambres concernant le projet de loi sur la liberté d'enseignement en matière d'instruction secondaire, Toulouse, A. Manavit, 1847 (Notice sur data.bnf.fr).

### Lettres pastorales et mandements
- Mandement … sur l'abstinence du Carême de l'année 1824, 1824, 8 p. (OCLC 910877415).
- Mandement … pour le Carême de 1825, 1825, 20 p. (OCLC 919034530).
- Mandement … pour le Carême de 1828, 1828[50].
- Mandement … pour le Carême de 1829, 1829, 12 p. (OCLC 910877400).
- Lettre pastorale … sur son arrivée dans sa ville épiscopale, datée du 23 décembre 1830, Toulouse, Impr. de A. Manavit, 1830, 8 p. (Lire en ligne).
- Mandement … pour la visite générale du Diocèse, daté du 12 janvier 1831, Toulouse, Impr. de A. Manavit, 1831, 10 p. (Lire en ligne).
- Mandement … pour le Carême de l'an de grâce 1831, daté du 28 janvier 1831, Toulouse, Impr. de A. Manavit, 1831, 11 p. (Lire en ligne).
- Mandement … qui ordonne des Prières publiques pour demander la cessation de la sécheresse, daté du 3 août 1831, Toulouse, Impr. de A. Manavit, 1831, 4 p. (Lire en ligne).
- Mandement … pour la Publication de la nouvelle édition du Missel et du Supplément au Bréviaire, daté du 1er février 1832, 7 p. (Lire en ligne).
- Mandement … pour le Carême de l'an de grâce 1832, daté du 22 février 1832, Toulouse, Impr. de J.-M. Douladoure, 1832, 14 p. (Lire en ligne).
- Mandement … à l'occasion du Choléra-Morbus, daté du 7 avril 1832, Toulouse, Impr. de A. Manavit, 1832, 4 p. (Lire en ligne)
- Mandement … pour ordonner la continuation des prières à l'occasion du Choléra-Morbus, daté du 26 avril 1832, Toulouse, Impr. de A. Manavit, 1832, 7 p. (Lire en ligne).
- Mandement … pour le Carême de l'an de grâce 1833, daté du 2 février 1833, Toulouse, Impr. de J.-M. Douladoure, 1833, 6 p. (Lire en ligne).
- Mandement … qui ordonne des prières pour la cessation de la sécheresse, daté du 18 juillet 1832, Toulouse, Impr. de A. Manavit, 1832, 4 p. (Lire en ligne).
- Mandement … qui annonce la Retraite ecclésiastique fixée au mardi 24 du mois d'Août prochain, daté du 19 juillet 1832, Toulouse, 1832, 12 p. (Lire en ligne).
- Mandement … pour le Jubilé de Saint-Jérôme, daté du 5 avril 1833, Toulouse, Impr. de A. Manavit, 1833, 8 p. (Lire en ligne).
- Mandement … pour le Jubilé de Saint-Bertrand, daté du 5 avril 1833, Toulouse, Impr. de A. Manavit, 1833, 8 p. (Lire en ligne).
- Mandement … pour l'établissement de la société des bons livres, datée du 25 mai 1833, Toulouse, Impr. de A. Manavit, 1833, 7 p. (Lire en ligne).
- Lettre pastorale … qui annonce la retraite ecclésiastique fixée au mardi 20 du mois d'Août prochain, datée du 28 juillet 1833, Toulouse, 1833, 4 p. (Lire en ligne).
- Mandement … pour le Jubilé accordé par notre Saint-Père, daté du 14 septembre 1833, Toulouse, Impr. de A. Manavit, 1833, 7 p. (Lire en ligne).
- Mandement … pour le rétablissement des conférences ecclésiastiques, daté du 22 janvier 1834, Toulouse, Impr. de A. Manavit, 1834, 20 p. (Lire en ligne).
- Mandement … pour le Carême de l'an de grâce 1834, daté du 22 janvier 1834, Toulouse, Impr. de A. Manavit, 1834, 7 p. (Lire en ligne).
- Lettre pastorale … qui annonce deux retraites ecclésiastiques, datée du 21 juin 1834, Toulouse, Impr. de A. Manavit, 1834, 4 p. (Lire en ligne).
- Mandement … qui annonce la condamnation faite par le Saint-Siège, d'un livre intitulé : Paroles d'un croyant (de Félicité de Lamennais), daté du 2 août 1834, Toulouse, Impr. de A. Manavit, 1834, 15 p. (Lire en ligne).
- Mandement … pour la Publication du Catéchisme qui doit être le seul enseigné dans son Diocèse, daté du 25 janvier 1835, Toulouse, Impr. de A. Manavit, 1835, 8 p. (Lire en ligne).
- Mandement … pour le Carême de l'an de grâce 1835, daté du 15 février 1835, Toulouse, Impr. de A. Manavit, 1835, 15 p. (Lire en ligne)[51],[52].
- Mandement … pour réclamer des secours envers les victimes des dernières inondations, 1835 [lire en ligne].
- Mandement … qui ordonne des prières publiques à l'occasion du Choléra-Morbus, daté du 14 août 1835, Toulouse, Impr. de A. Manavit, 1835, 4 p. (Lire en ligne).
- Mandement… pour le Carême de 1837, 1837[53].
- Mandement… pour le Carême de 1838, 1838[50].
- Mandement… pour le Carême de 1839 sur le sujet de l’observation du dimanche, 1839[54].
- Mandement… pour le Carême de 1840 sur les mauvaises philosophies, 1840[55].
- Mandement ordonnant une quête pour soulager les victimes des inondations des départements du Midi, 1840[56].
- Mandement… pour le Carême de 1841 sur le sujet de l’aumône, 1841[57].
- Mandement en faveur des réfugiés espagnols, 1841[58].
- Lettre pastorale… pour annoncer la translation solennelle d’une Relique de la Vraie Croix, et du corps de Saint Innocent…, 1841 [lire en ligne].
- Mandement… pour le Carême de 1842, 1842[59].
- Mandement… pour le Carême de 1843, contenant un réquisitoire contre la littérature contemporaine, daté du 4 février 1843 [lire en ligne].
- Lettre pastorale prescrivant des prières et une quête en faveur des victimes du désastre de la Guadeloupe, 1843[60].
- Mandement… pour la publication du Décret apostolique qui introduit la cause de béatification… de… Germaine Cousin, 1846 [lire en ligne].
- Mandement… pour le Jubilé universel, 1847[61].
- Mandement… pour le Carême de 1847 sur le sujet de la sanctification du dimanche, 1847[62].
- Mandement… qui ouvre une souscription en faveur de Pie IX, 1947[63].
- Lettre pastorale pour le 50e anniversaire de sa prêtrise, 1947[64].
- Mandement… pour le Carême de 1848 et sur le zèle, 1848[65].
- Prières pour les élections des députés[65].
- Mandement… pour le Carême de 1849 et sur les devoirs mutuels des riches et des pauvres, 1849, 10 p. (OCLC 910877419)[65].
- Prières pour l’Immaculée Conception[65].
- Quêtes en faveur de la cause de Germaine Cousin[65].
- Nomination de son archevêque coadjuteur Jean-Marie Mioland[65].
- Condamnation du drapeau du peuple et de la revue des réformes et du progrès[65].
- Mandement… pour le Carême de 1850 et la nécessité de la religion pour assurer le bonheur de la société, daté du 20 janvier 1850[66],[65].
- Annonce d’ouverture du concile de la province[65].
- Mandement… qui prescrit un Te Deum solennel en action de graces de la rentrée du Souverain Pontife à Rome, 1850 [lire en ligne].
- Mandement… pour le Carême de 1851, 1851 [lire en ligne].

### Ordonnances
- Ordonnance … qui divise le Diocèse en Archidiaconés, … et en règle l'administration, datée du 24 août 1831, Toulouse, Impr. de A. Manavit, 1831, 11 p. (Lire en ligne).
- Ordonnance … pour l'établissement d'une caisse de prévoyance ecclésiastique, datée du 8 avril 1832, Toulouse, Impr. de A. Manavit, 1832, 8 p. (Lire en ligne).
- Ordonnance … portant organisation et règlement de l'Oeuvre des Bons Livres dans le Diocèse, datée du 25 mai 1833, Toulouse, Impr. de A. Manavit, 1833, 12 p. (Lire en ligne).
- Ordonnance … qui rétablit le conseil général de l'association de la propagation de la foi, Toulouse, 1833, 2 p. (OCLC 836023702).
- Ordonnance … qui fixe certains points de liturgie à observer dans l'Eglise métropolitaine, Toulouse, 1834, 3 p. (OCLC 836081317).
- Ordonnance … en exécution du mandement qui rétablit les conférences ecclésiastiques, datée du 10 mars 1834, Toulouse, Impr. de A. Manavit, 1834, 3 p. (Lire en ligne).
- Ordonnance … qui prescrit la fidèle observation des Statuts du Chapitre métropolitain, et lui donne un Règlement, datée du 2 juillet 1834, Toulouse, Impr. de A. Manavit, 1834, 20 p. (Lire en ligne).

### Autres publications
- « Remerciement : Prononcé dans la séance publique du 7 mars 1833 », Recueil de l'Académie des jeux floraux,‎ 1er janvier 1832, p. 144-150 (lire en ligne).
- Règlement pour les oblations du diocèse de Toulouse, daté du 26 mars 1834, Toulouse, Impr. de A. Manavit, 1834, 11 p. (Lire en ligne).
- Lettre... aux protestans de son diocèse : ou réfutation de la réponse faite à son mandement du carême par quelques membres de l'église chrétienne réformée, Toulouse, Augustin Manavit, 1838 (lire en ligne)
- Dissertation sur le psaume 81, 1838[67].
- Notice sur le jubilé de Saint-Bertrand, Toulouse, A. Manavit, 1844 (Notice sur data.bnf.fr).
- Adresse au Chef de l’Etat sur la question des jésuites, 1845[68].
- Lettre circulaire… à l’occasion de sa promotion au cardinalat, 1851 [lire en ligne].

#### Ouvrages
- Jean Baptiste Caussette, Vie du cardinal d'Astros, Vaton, 1853 (lire en ligne).
- Jean-Joseph-Auguste-Paul-Raymond Castellan, Œuvres provençales du docteur L. d'Astros, avec une notice sur cet auteur, Aix-en-Provence, Remondet-Aubin, 1867 (lire en ligne).
- Henri Welschinger, Le Pape et l'Empereur : 1804-1815, Paris, Plon, 1905, 495 p. (lire en ligne)
- Pierre Salies, Sainte-Marie-des-Anges, église des Récollets, dite église du Calvaire, et le faubourg saint-Michel du XVe siècle à nos jours, Toulouse, 1956, (lire en ligne sur Gallica).
- Jean-Luc Chartier (préf. Jean Tulard), Portalis : Père du Code civil, Fayard, 2004 (ISBN 2-213-61795-3)
- Pierre Cubizolles, Le diocèse du Puy-en-Velay des origines à nos jours, p. 375, éditions Créer, Nonette, 2005 (ISBN 2-84819-030-2) (Notice sur data.bnf.fr) (extraits).
- Jean-Michel Ducomte, Portalis, négociation et mise en œuvre du Concordat, 2021, 25 p. (lire en ligne)

#### Articles
- A. Manavit, « Nécrologie de Son Éminence le Cardinal d’Astros », La Gazette du Languedoc,‎ 16 octobre 1851, p. 2-3 (lire en ligne).
- Abbé Dassance, « Notice sur S.Em. le Cardinal d’Astros : Archevêque de Toulouse, et principalement de son épiscopat à Bayonne », L’Ami de la religion et du Roi, vol. 155,‎ 1er janvier 1852, p. 113-120, 147-152, 187-192 (lire en ligne).
- Abbé Salvan, « Éloge du Cardinal d’Astros, Archevêque de Toulouse », Recueil de l'Académie des jeux floraux,‎ 1er janvier 1852, p. 149-173 (lire en ligne).
- Louis-François Guérin, Dictionnaire de l'histoire universelle de l'Eglise,..., J. P. Migne, 1854 (lire en ligne), p. 582-600.
- Jacques-Paul Migne, Encyclopédie théologique: Dictionnaire des cardinaux, Chez l'éditeur, 1857 (lire en ligne), p. 266-286
- Joseph d’Haussonville, L’Église romaine et les Négociations du Concordat (1800-1814), publié dans la Revue des Deux Mondes, 2e période, tome 76, 1868 (p. 586-633).
- Henri Welschinger, « L'Abbé d'Astros et Napoléon : d'après des documents inédits », Le Correspondant et la Revue de France réunis, Paris, Le Correspondant, vol. 156, no 6,‎ 25 septembre 1889, p. 997-1044 (lire en ligne)
- Société Bibliographique (préf. Louis Baunard), L'épiscopat français depuis le Concordat jusqu'à la Séparation (1802-1905), Paris, Librairie des Saints-Pères, 1907, 738 p. (lire en ligne), p. 111, 624-626.
- Société d'études scientifiques et archéologiques de Draguignan et du Var, « Astros (d') Paul-Thérèse-David », Bulletin de la Société d'études scientifiques et archéologiques de la ville de Draguignan,‎ 1922, p. 387-388 (lire en ligne, consulté le 26 mars 2024)
- Paul Droulers, L'abbé d'Astros et l'expérience religieuse du Premier Empire, Gregorianum, Vol. 29, No. 2, 1948, pp. 252-287 (Lire en ligne).
- Paul Droulers, « Portalis et l'abbé d'Astros contribuèrent-ils à la rédaction du concordat de 1801 ? », Revue d'histoire de l'Église de France, vol. 35, no 125,‎ 1949, p. 59–66 (DOI 10.3406/rhef.1949.3070, lire en ligne, consulté le 27 novembre 2023). .
- Guillaume De Bertier De Sauvigny, « Un épisode de la résistance catholique sous le Premier Empire : l'affaire d'Astros », Revue d'histoire de l'Église de France, vol. 35, no 125,‎ 1949, p. 49–58 (DOI 10.3406/rhef.1949.3069, lire en ligne, consulté le 6 mai 2025)
- Paul Droulers, « Le cardinal d'Astros et la République de 1848 », Bulletin de littérature ecclésiastique, Institut catholique de Toulouse,‎ 1er janvier 1950, p. 88–112 (lire en ligne, consulté le 5 février 2024)
- Georges Bourgin, « Bulletin de littérature ecclésiastique, publié par l'Institut catholique de Toulouse (avril-juin 1950), M. l'abbé P. Droulers, professeur, «Le cardinal d'Astros et la République de 1848» », Revue d'Histoire du XIXe siècle - 1848, vol. 44, no 187,‎ 1950, p. 267–267 (lire en ligne, consulté le 31 janvier 2024)
- Jacques Godechot, « Aspects du catholicisme méridional au XIXe siècle », Annales du Midi, vol. 64, no 18,‎ 1952, p. 170–172 (lire en ligne, consulté le 27 novembre 2023).
- Paul Droulers, Action pastorale et problèmes sociaux sous la monarchie de Juillet chez Mgr d'Astros, archevêque de Toulouse, censeur de La Mennais, Paris, Vrin, 1953, 445 p. (Notice sur data.bnf.fr).
- Marie-Humbert Vicaire, « Evêque et ouvriers au temps de Louis-Philippe », Annales, vol. 10, no 2,‎ 1955, p. 253–255 (DOI 10.3406/ahess.1955.2439, lire en ligne, consulté le 6 mai 2025)
- Claude-Alain Sarre, Louise de Condé, Éditions Jean-Paul Gisserot (Collection Les classiques Gisserot de l'histoire), 2005 : Annexe VII: Courte biographie de l'Abbé d'Astros 1772/1851, p. 254-255 (Notice sur data.bnf.fr) (Lire en ligne)..